# Lucile Duplessis
Anne-Lucile-Philippe Desmoulins, nata Laridon Duplessis (Parigi, 18 gennaio 1770 – Parigi, 13 aprile 1794), è stata una rivoluzionaria francese, moglie di Camille Desmoulins.

## Biografia
Era la figlia di Anne-Françoise-Marie Boisdeveix (1750-1835) e Claude-Étienne Laridon-Duplessis (1733-1794), ufficiale del tesoro. Aveva una sorella minore, Adèle, che fu per breve tempo fidanzata con Maximilien de Robespierre. Ragazza civettuola ancora sognante, a volte morbosa, era affascinata dalla figura tragica di Maria Stuarda, regina di Scozia. Immaginò, molto profeticamente, che anche lei sarebbe morta giovane. Aveva un'ammirazione illimitata per il ministro delle finanze Jacques Necker e odiava la regina Maria Antonietta.
All'età di tredici anni, mentre passeggiava ai Giardini del Lussemburgo con la madre, incontrò per la prima volta Camille Desmoulins, che diventò il suo precettore e che avrà più avanti un ruolo di primo piano nella rivoluzione francese tra le file dei Cordiglieri. Camille se ne invaghì presto, ma dovette subire vari rifiuti del padre della fanciulla, che rifiutava di concederne la mano a causa delle scarse disponibilità finanziarie del giovane. Infine Claude-Étienne Duplessis accettò, visti i discreti proventi dell'attività giornalistica del pretendente.
Sposò Camille il 29 dicembre 1790 nella Chiesa di Saint-Sulpice, a Parigi. Robespierre rimase un amico intimo della famiglia fino all'arresto di Camille, avvenuto il 31 marzo 1794 assieme a quello, tra gli altri, del comune amico Danton.
Mentre il marito si trovava alla Conciergerie non si dava pace. Iniziò una lettera da inviare a Robespierre in cui, in nome dell'antica amicizia, chiedeva la grazia per il proprio sposo. La missiva, tuttavia, non fu spedita, forse perché si rese conto dell'impossibilità, da parte dell'Incorruttibile, di agire, o in ogni caso perché disperava di una soluzione positiva.
Il 4 aprile, inoltre, Alexandre de Laflotte, prigioniero al Luxembourg, denunciò un complotto volto a liberare i dantonisti con una sollevazione popolare. Lui stesso aveva finto di entrare a farne parte, prima di segnalarlo ai comitati di salute pubblica e di sicurezza generale. Nell'affare, condotto dal generale Arthur Dillon, fu coinvolta anche lei: Dillon, nelle confidenze carpitegli da Laflotte, aveva dichiarato di averle girato una somma affinché riuscisse a condurre più persone possibile al tribunale rivoluzionario.
Arrestata, dirà al tribunale di essere felice di morire per "essere mandata da mio marito". Durante la prigionia, confortò Marie Marguerite Françoise Hébert, la vedova di Jacques-René Hébert, l'editore de Le Père Duchesne. Fu mandata alla ghigliottina con lei il 13 aprile 1794. Le descrizioni dei contemporanei riportano che salì coraggiosamente e con calma al patibolo.
Avrebbe provocato il suo arresto correndo in strada e gridando «vive le roi!» (viva il re!). Questo ha fornito ispirazione per l'opera di Massenet Thérèse.

## Discendenza

Ritratto della famiglia Desmoulins nel 1792 ca.

Il suo unico figlio, Horace-Camille Desmoulins, nacque a Parigi il 6 luglio 1792 e fu chiamato Horace in onore del poeta latino Quinto Orazio Flacco. Lo stesso giorno, Robespierre gli fece da padrino in uno dei primi battesimi repubblicani. Per un certo periodo, fu allevato con il figlio di Danton da una nutrice dell'Isle-Adam e, dopo l'esecuzione dei genitori, dalla nonna materna, con il sostegno degli amici del padre, Guillaume Brune e Louis Fréron, e nonostante le preoccupazioni finanziarie.
Il 28 aprile 1796, grazie all'intervento del deputato Jean-François Goupilleau, la Convenzione nazionale decretò di pagargli duemila franchi per gli studi fino ai 18 anni. Con un decreto del 30 settembre 1800, Napoleone Bonaparte incaricò il ministro dell'interno di accordargli, nel 1801, una borsa di studio per il liceo militare di Saint-Cyr (Prytanée francese), che aveva sostituito il liceo Louis-le-Grand, frequentato dal padre. Nel 1802, quando furono create le scuole superiori nei dipartimenti, entrò al liceo di Bordeaux. Nel 1803, non potendo sopportare la sua distanza, dopo molti interventi invano, la nonna riuscì finalmente a convincerlo ad iscriversi al Collège Sainte-Barbe di Parigi. Il 24 agosto 1813, conseguì la laurea in giurisprudenza presso Louis de Fontanes all'università di Parigi e, nello stesso anno, scappò dall'esercito.
Nel 1815, visitò Londra per un apprendistato nel commercio coloniale, ma era senza un soldo e tornò in Francia l'anno dopo. Non avendo ereditato il repubblicanesimo dei genitori, alla caduta dell'imperatore, questo figlio di un regicida divenne avvocato e caporale dei granatieri della Guardia nazionale parigina con il ritorno dei Borboni, accettando anche, il 16 novembre 1816, la decorazione di Cavaliere dell'Ordine del Giglio dal conte d'Artois per ordine di Luigi XVIII. Nel 1817, nonostante il dolore della nonna, si trasferì a Santo Domingo, repubblica di Haiti, per intraprendere un'impresa commerciale di caffè tra il continente e la Francia attraverso il porto di Le Havre, senza molto successo.
Nel 1818, sposò Zoé Villefranche (1797-1890) e vissero a Jacmel, dove ebbero quattro figli: Adolphe (1819-), Marie-Thérèse-Camille (1820-1862), Lucile (1822-) e Horace-Camille (1825-). Nel 1823, deluso dal clima sociale e politico della restaurazione monarchica nella sua terra natale, lasciò rapidamente la Francia dopo un breve ritorno. Massone come il padre, si vestiva sempre di nero e, il 5 aprile 1824, a New York, ricevette un diploma dal Royal Arch Mason "Eagle Chapter" No. 54. Malato nel 1825, scrisse alla nonna che si stava preparando a liquidare tutto e tornare in Francia, ma morì a causa di una febbre il 29 giugno, sette giorni prima di compiere 33 anni, quando nacque il suo ultimo figlio. La sua tomba si trova nel cimitero di Jacmel.

## Nella cultura di massa

### Cinema
- Danton (1983), interpretata da Angela Winkler.
- La rivoluzione francese (1989), interpretata da Marie Bunel.